# 金山平三

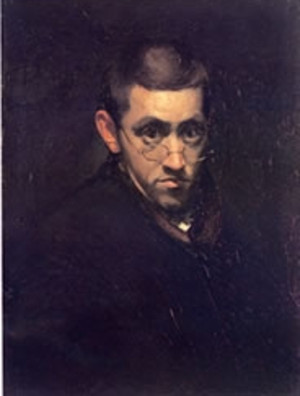
金山 平三

金山 平三（かなやま へいぞう，1883年〈明治16年〉12月18日 - 1964年〈昭和39年〉7月15日）は、大正・昭和期の洋画家である。
1935年（昭和10年）5月の帝国美術院改組問題より画壇から遠ざかったことに起因して「幻の画家」と評されたほか、雪を描いた名画を多く残したことで「雪の画家」とも呼ばれた。

## 経歴

### 生誕から渡欧旅行まで
1883年（明治16年）兵庫県神戸区（現在の神戸市中央区）元町通3丁目に金山春吉、ひさの第四子として生まれる。神戸尋常小学校を経て、立教中学校（現・立教池袋中学校・高等学校）を卒業。1905年（明治38年）9月東京美術学校（現・東京芸術大学）西洋画科本科に入学する。主任教授である黒田清輝らに師事し、1909年（明治42年）3月東京美術学校西洋画科を首席で卒業する。4月には同校西洋画科研究科に進み助手となる。しかし1911年（明治44年）2月15日付で退学し神戸へ帰る。1912年（明治45年）1月20日に日本郵船平野丸で神戸港を出発して、パリに3月7日に到着する。28歳から31歳までの4年近くの間は、パリを拠点にヨーロッパ各地へ写生旅行に赴く。そして1915年（大正4年）9月27日にパリを離れ、10月3日マルセイユ港から乗船し11月に神戸港に到着。帰国して神戸市神戸花隈町（現在の中央区花隈町）の自宅（1898年に転居）に戻る。

### 文展初出品から終戦まで
1916年（大正5年）10月には、第10回文展初出品の小豆島で描いた『夏の内海』が初入選かつ特選第二席になり、文部省買い上げとなる。翌1917年には『氷辷り』が第11回文展の特選第一席になる。同年1月上旬に長野県下諏訪で描いた作品で、以後毎年2月にかけて同地で制作するようになる。1919年（大正8年）9月に帝国美術院が創設されて、同院主催の帝国美術展覧会（帝展）が開催されることになり、36歳にして帝展審査委員（1924年には帝展委員となり、後に審査員となる）に選ばれる。同年10月の第1回帝展には『雪』『花』を出品する。また11月には牧田らくを入籍し、東京市小石川区大塚坂下町（現在の文京区大塚6丁目）に転居する。1922年（大正11年）10月の第4回帝展に『下諏訪のリンク』を出品する。関東大震災が起きた1923年（大正12年）5月に初めて山形県北村山郡大石田を訪れ滞在する。1925年（大正14年）4月東京府豊多摩郡落合町大字下落合（現在の新宿区中井2丁目）にアトリエが完成し転居する。1928年（昭和3年）10月の第9回帝展には『菊』を出品する。1929年（昭和4年）10月の第10回帝展には大石田で描いた『東北地方の春』を出品する。1933年（昭和8年）10月の第14回帝展には房州千倉で制作した『風雨の翌日』を出品する。しかし1935年（昭和10年）5月の帝国美術院改組を機に中央画壇から去り、翌1936年から官展不出品を1959年（昭和34年）まで24年間貫く。1944年7月1日帝室技芸員となり、1945年には、皇太子（現在の明仁上皇）および義宮（現在の常陸宮正仁親王）に作品を献上する。
1945年（昭和20年）3月17日の神戸大空襲で実家が罹災し、作品が焼失する。5月には最上川をはさんで大石田（現在の北村山郡大石田町の中心部）の対岸に位置する北村山郡横山村（1955年に大石田町と合併）に疎開する。後にしばしば写生旅行をするようになる刑部人も同宿する。また大石田で斎藤茂吉と親交を結んだ。

### 戦後から死没まで
1946年（昭和21年）10月には文部省より日展審査員に選ばれるが辞退する。1947年（昭和22年）2月横山村から大石田に移り、これ以降は大石田が生活の拠点となる。1953年（昭和28年）2月、前年12月に開館した東京国立近代美術館で開催された「近代洋画の歩み-静養と日本」展に『夏の内海』と『下諏訪のリンク』が出品される。1956年（昭和31年）5月、日本橋髙島屋において金山平三画業五十年展が開催され、多数の未発表作を含む240点が出品される。1957年（昭和32年）2月には日本藝術院会員に任命される。1959年（昭和34年）3月には日展顧問を委嘱される。同年11月の第2回新日展には『渓流』を出品する。1961年（昭和36年）6月には、最晩年の重要な支援者である故郷神戸の川崎重工業株式会社に自選作品100点（翌年38点追加）の永久保管を願い出て、同社によって嘱託として処遇されて、夫妻でのヨーロッパ再訪旅行（9月 - 12月）の機会を得る。1964年（昭和39年）6月に入院し、7月15日死去（享年81）。遺志によって本葬儀は行われず、叙位・叙勲もすべて辞退している。神戸市営追谷墓地に埋葬されている。

### 没後
平三没後、川崎重工業の保管作品から夫人により130点が兵庫県に寄贈され、1970年兵庫県立近代美術館（現在の兵庫県立美術館）の開館にあたって同館所蔵品となる。また兵庫県立美術館には、開室期間が限定の金山平三記念室が設けられている。
2008年9月13日 - 11月30日、笠間日動美術館において『金子コレクションから見た金山平三の世界』展が開催された。また2012年4月7日 - 5月20日、兵庫県立美術館において『開館10周年記念 日本の印象派・金山平三展』が開催された。2012年9月15日 - 11月4日、ひろしま美術館に巡回。 

### 夫人
夫人の金山らく（旧姓:牧田）は、東京女子高等師範学校（現在のお茶の水女子大学）を経て、1913年（大正2年）に入学した東北帝国大学を卒業。女性初の帝国大学卒業生（「女子教育#明治維新後の表参照」）であり、東北帝国大学に在籍して数学研究を続けていた。1917年4月に平三と見合いをした。

## 主な作品

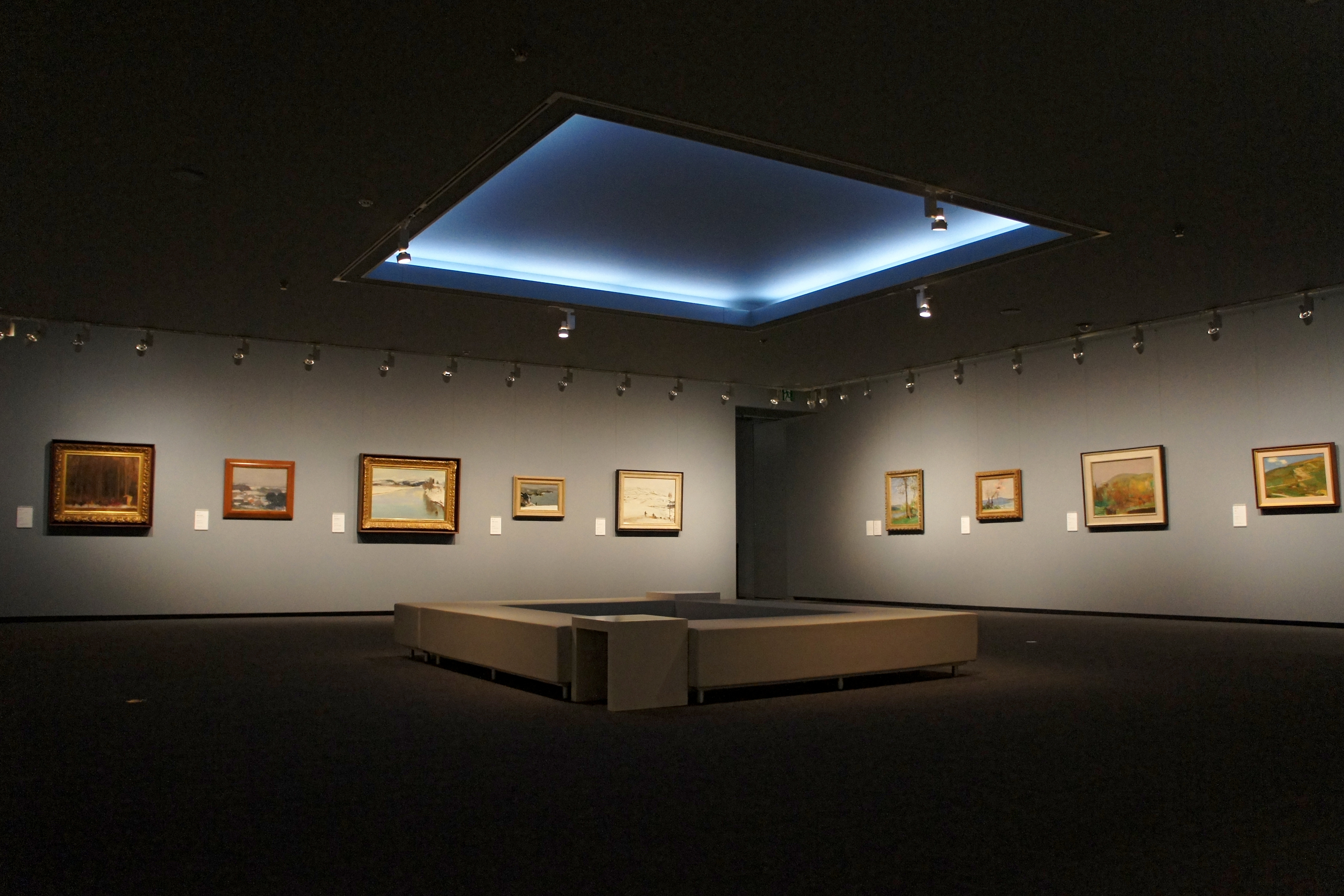
兵庫県立美術館 金山平三記念室

- 『自画像』 （1909年、東京藝術大学大学美術館蔵）[9]
- 『コンカルノーの城壁』 （1913年、東京国立近代美術館蔵）
- 『夏の内海』 （1916年、東京国立近代美術館蔵）[9]
- 『氷辷り』 （1917年）
- 『雪の湖』 （1920年、東京国立近代美術館蔵）
- 『さびれたる寛城子』 （1921年）
- 『下諏訪のリンク』 （1922年、個人蔵）[9]
- 『菊』 （1928年、東京国立近代美術館蔵）
- 『風雨の翌日』 （1933年、東京藝術大学大学美術館蔵）
- 『大石田の最上川』 （1948年頃、兵庫県立美術館蔵）[9]
- 『筒石の海岸』 （東京国立近代美術館蔵）
- 『下曽我の梅林』 （1934-45年、京都国立近代美術館蔵）
- 『一番桜』 （1954年、兵庫県立美術館蔵）[9]
- 『和井内の四月』 （1956年、東京国立近代美術館蔵）
- 『渓流』 （1956-64年、京都国立近代美術館蔵）
- 『渓流』 （1959年、兵庫県立美術館蔵）
- 『冬の諏訪湖』 （東京国立近代美術館蔵）

### 受賞歴
公募展受賞作品のほか、特記すべき功績となった作品についても記した。
| 受賞年 | 受賞作品                | 備考                                          |
| ------ | ----------------------- | --------------------------------------------- |
| 1916年 | 「夏の内海」            | 第10回文展特選                                |
| 1917年 | 「氷すべり」            | 第11回文展特選、以後無鑑査                    |
| 1928年 | 「菊」                  | 第9回帝展作、帝室買い上げ、1945年皇太子に献上 |
| 1932年 | 「平壌の戦」            | 明治神宮聖徳記念絵画館奉納                    |
| 1935年 | 「東北の春」 「信濃雪」 | 帝展第二部会作、李王家買い上げ                |
| 1940年 | 「信濃路」              | 紀元2600年奉祝展作、宮内省買い上げ            |
| 1945年 | 「ダリヤ」              | 義宮に献上                                    |

## 主な収蔵・展示美術館
- 山形美術館
- 茨城県近代美術館
- 東京国立近代美術館
- 東京藝術大学大学美術館
- 神奈川県立近代美術館
- 長野県信濃美術館
- 石川県立美術館
- 名古屋市美術館
- 京都国立近代美術館
- 神戸ゆかりの美術館
- 兵庫県公館
- 兵庫県立美術館
- 神戸市立博物館
- 姫路市立美術館
- ひろしま美術館[8][10]
- 笠間日動美術館